# Bey (Saône-et-Loire)
Bey ist eine französische Gemeinde mit 869 Einwohnern (Stand 1. Januar 2022) im Département Saône-et-Loire in der Region Bourgogne-Franche-Comté (vor 2016 Bourgogne). Sie gehört administrativ zum Arrondissement Chalon-sur-Saône und zum Kanton Gergy (bis 2015 Saint-Martin-en-Bresse). Die Einwohner werden Beydouins genannt.

## Geographie

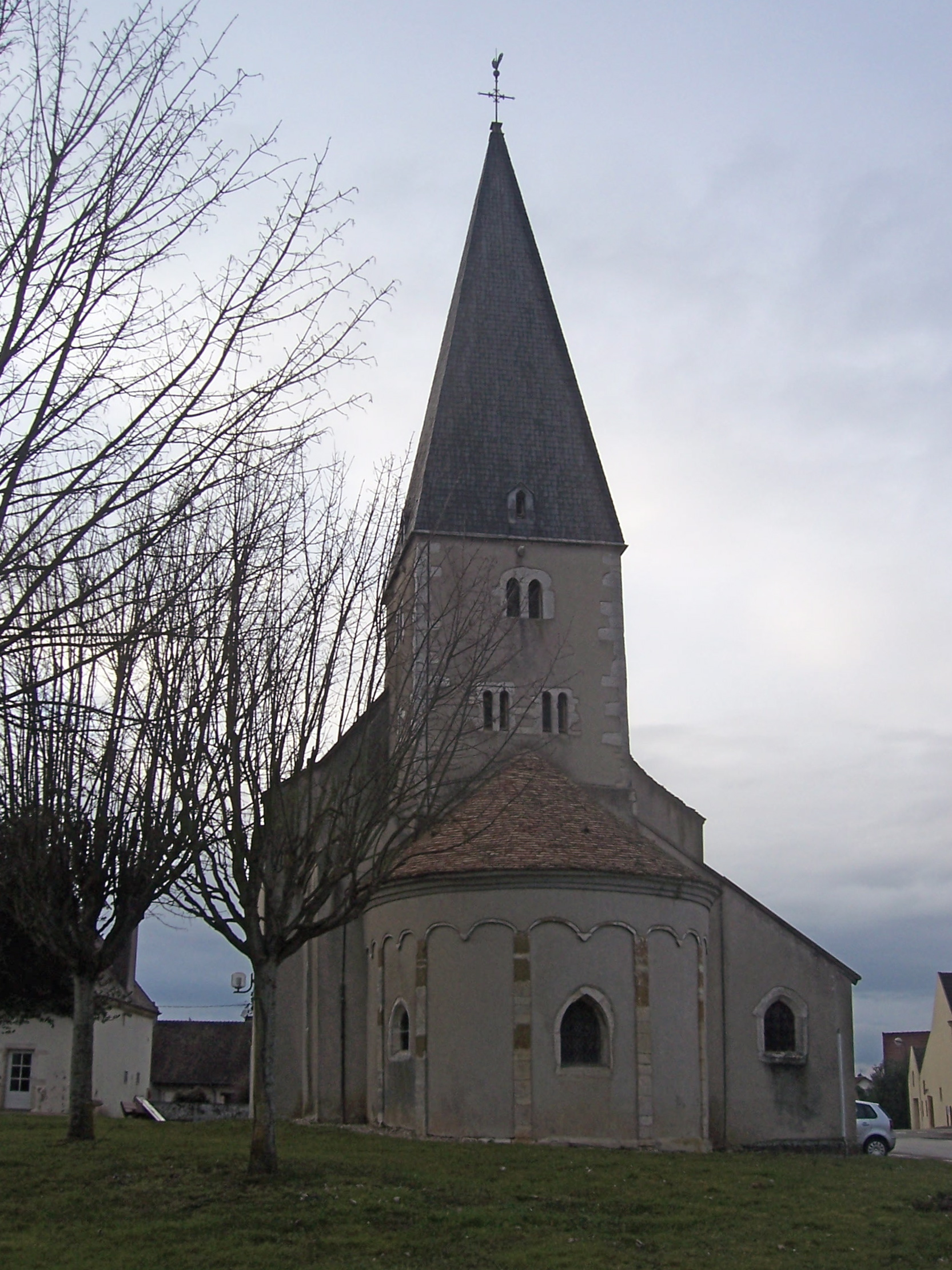
Kirche Saint-Pierre

Bey liegt etwa acht Kilometer ostnordöstlich von Chalon-sur-Saône in der Naturlandschaft Bresse an der Saône. Umgeben wird Bey von den Nachbargemeinden Gergy im Norden, Damerey im Norden und Osten, Montcoy im Südosten, Allériot im Süden und Westen sowie Sassenay im Westen.

## Bevölkerungsentwicklung
| Jahr                      | 1962 | 1968 | 1975 | 1982 | 1990 | 1999 | 2006 | 2013 |
| Einwohner                 | 378  | 353  | 388  | 504  | 554  | 633  | 749  | 795  |
| Quelle: Cassini und INSEE |      |      |      |      |      |      |      |      |

## Sehenswürdigkeiten
- Kirche Saint-Pierre aus dem 11. Jahrhundert